# Kalifersita
La kalifersita és un mineral de la classe dels silicats. Rep el nom de la seva composició química.

## Característiques
La kalifersita és un silicat de fórmula química K₅(H₂O)₁₂Fe³⁺₇Si₂₀O₅₀(OH)₆. Cristal·litza en el sistema triclínic. La seva duresa a l'escala de Mohs és 2.
Segons la classificació de Nickel-Strunz, la kalifersita pertany a «09.EE - Fil·losilicats amb xarxes tetraèdriques de 6-enllaços connectades per xarxes i bandes octaèdriques» juntament amb els següents minerals: bementita, brokenhillita, pirosmalita-(Fe), friedelita, pirosmalita-(Mn), mcgillita, nelenita, schal·lerita, palygorskita, tuperssuatsiaïta, yofortierita, windhoekita, falcondoïta, loughlinita, sepiolita, gyrolita, orlymanita, tungusita, reyerita, truscottita, natrosilita, makatita, varennesita, raïta, intersilita, shafranovskita, zakharovita, zeofil·lita, minehil·lita, fedorita, martinita i lalondeïta.

## Formació i jaciments
Va ser descoberta al mont Kukisvumtxorr, situat al massís de Khibini, a l'óblast de Múrmansk (Districte Federal del Nord-oest, Rússia). Es tracta de l'únic indret de tot el planeta on ha estat descrita aquesta espècie mineral.